# Dorothea Mackellar

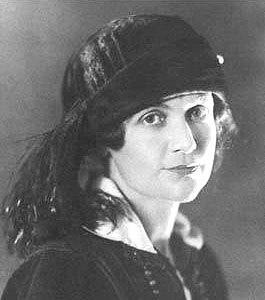
Dorothea Mackellar

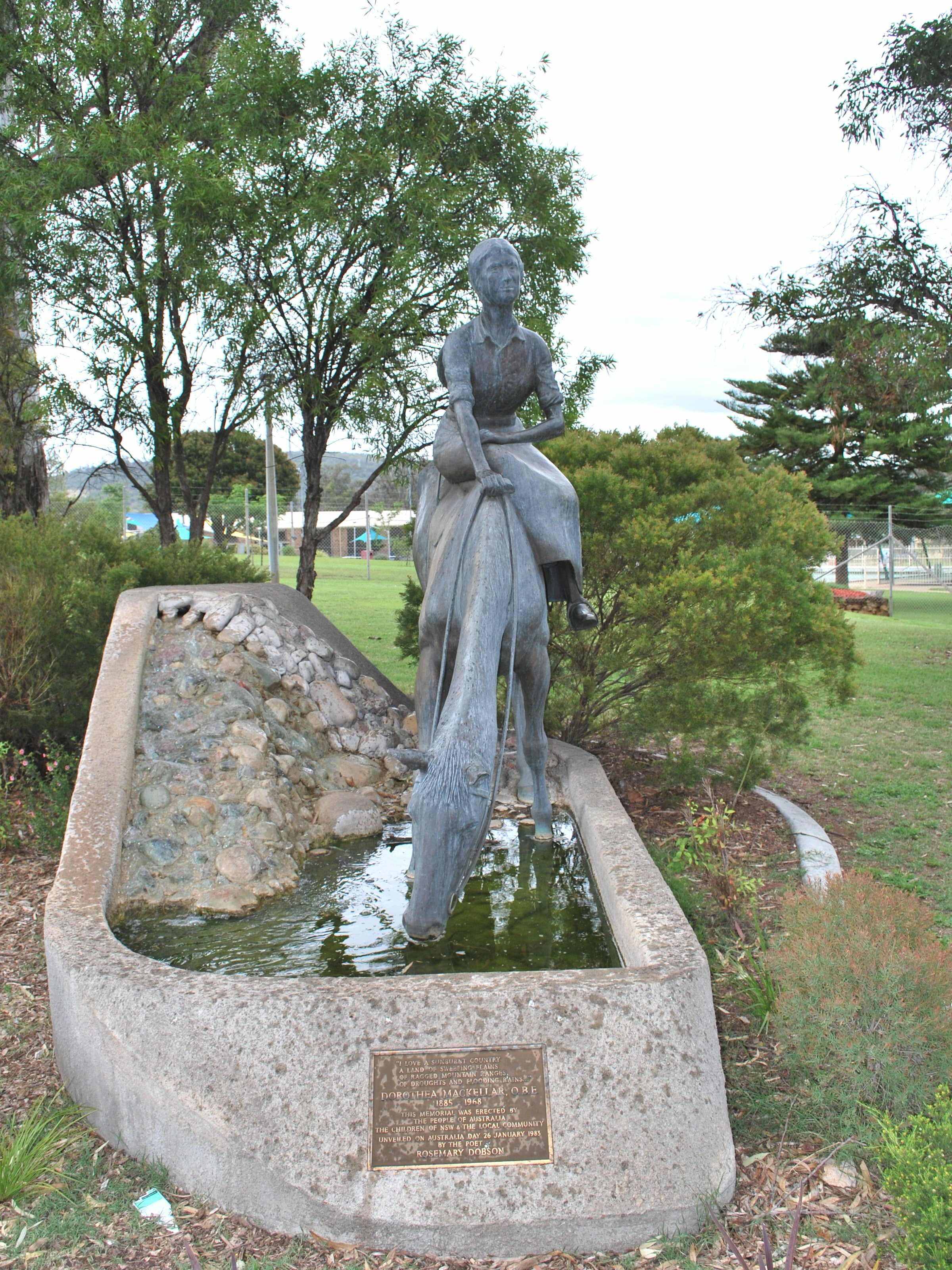
Pomnik Dorothei Mackellar w mieście Gunnedah w Nowej Południowej Walii

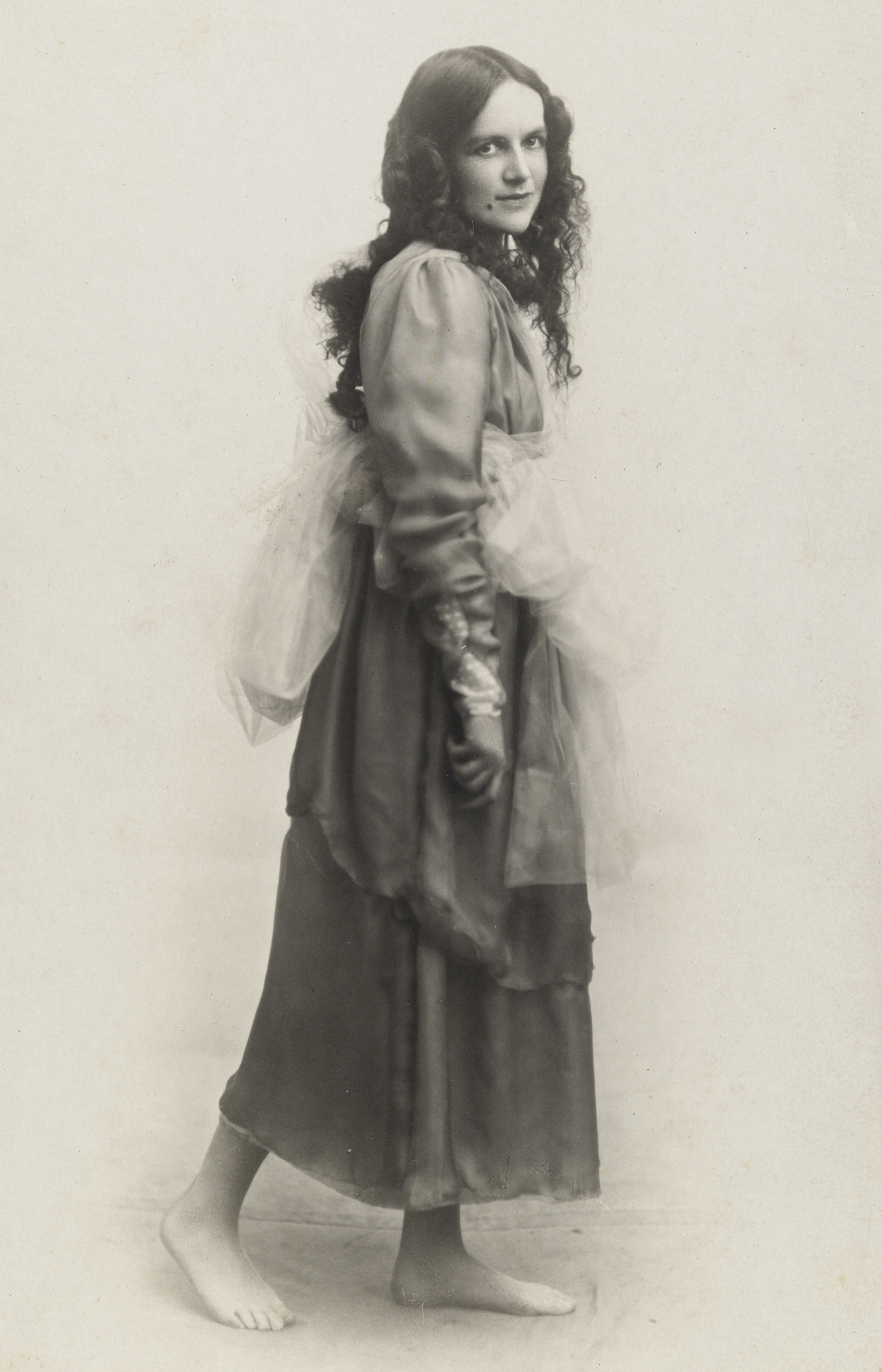
Dorothea Mackellar w roli "Grace", 1918

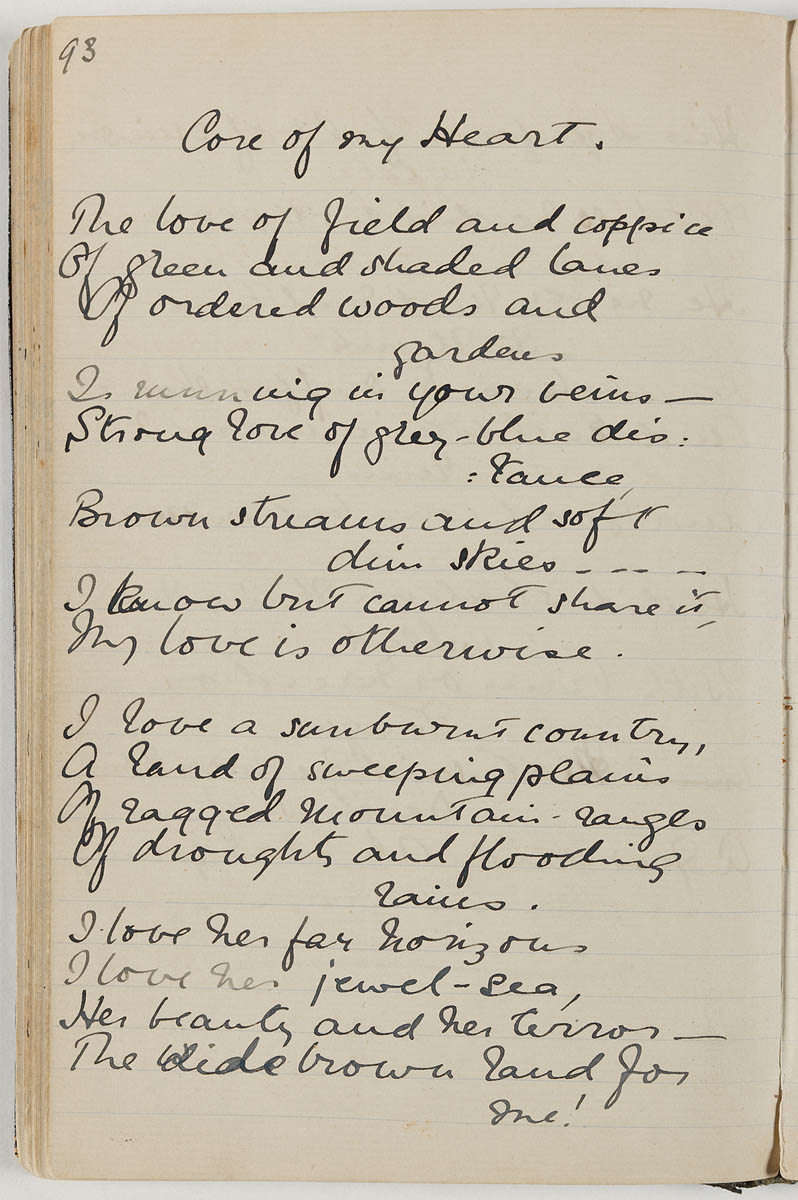
Rekopis wiersza Core of My Heart (My Country)

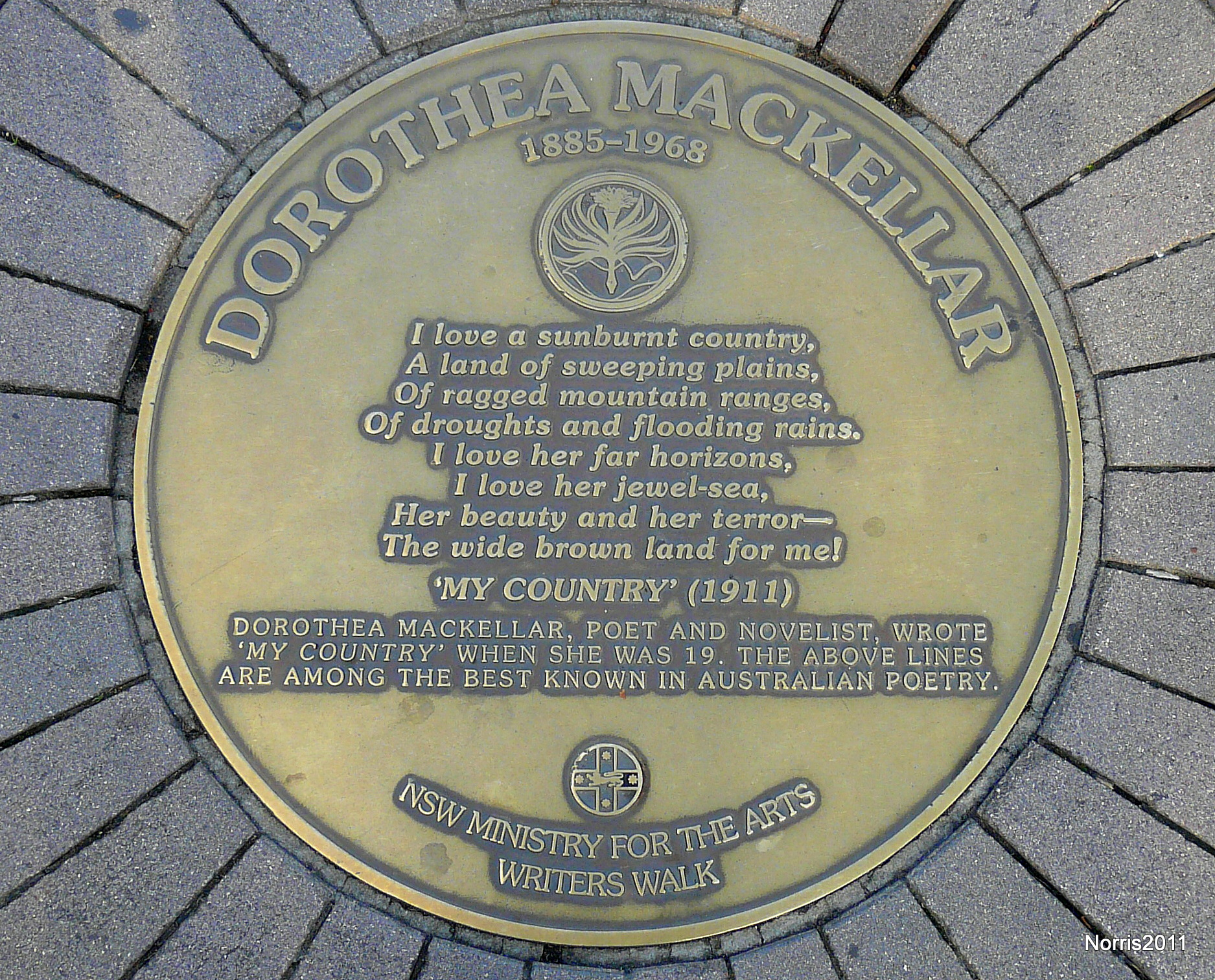
Pamiątkowa tablica ze zwrotką z wiersza My Country.

Isobel Marion Dorothea Mackellar OBE (ur. 1 lipca 1885 w Sydney, zm. 14 stycznia 1968) – australijska poetka i pisarka.

## Życiorys
Jej rodzicami byli Charles Kinnaird Mackellar, lekarz, i jego żona Marion, córka Thomasa Bucklanda. Odebrała wykształcenie domowe. Uczęszczała na wykłady na Uniwersytecie w Sydney, ale nie zdobyła dyplomu. 
Jej najbardziej znanym wierszem jest My Country. Napisała go w wieku 19 lat w Anglii pod wpływem tęsknoty za domem. Utwór po raz pierwszy został wydrukowany w Londynie w Spectatorze (pod tytułem Core of My Heart). Druga zwrotka tego wiersza jest jednym z najpowszechniej rozpoznawanych cytatów w Australii. W 2017 na cmentarzu w Waverley dla upamiętnienia autorki odsłonięto uroczyście marmurową płytę z tą właśnie strofą. Przyjaźniła się z poetką i dramatopisarką Ruth Marjory Bedford. Była dwukrotnie zaręczona, ale nie wyszła za mąż. Poświęciła się opiece nad rodzicami. Pod koniec życia z uwagi na zły stan zdrowia przebywała w domu opieki. W 1983 w Gunnedah zbudowano konny pomnik poetki.

## Twórczość
Dorothea Mackellar uprawiała zarówno poezję, jak i prozę. Ukazały się cztery tomy poezji Mackellar:
- The Closed Door (1911[13])
- The Witchmaid (1914[13])
- Dreamharbour (1923[13])
- Fancy Dress (1926[13])

Mackellar jest również autorką trzech powieści:
- Outlaw's Luck (1913[13])
- The Little Blue Devil (1912[13][a])
- Two's Company (1914[13][b])

Poetka znała biegle kilka języków obcych, niemiecki, francuski hiszpański i włoski. Tłumaczyła wiersze mało znanych poetów niemieckich i hiszpańskich.

## Dziedzictwo
Od 1984 roku w Australii organizowane są "Dorothea Mackellar Poetry Awards", konkursy poetyckie dla młodzieży szkolnej. W 1968 Dorothea Mackellar została odznaczona Orderem Imperium Brytyjskiego za swój wkład w australijską literaturę.